# Nassarius howardae
Nassarius howardae is een slakkensoort uit de familie van de Nassariidae. De wetenschappelijke naam van de soort is voor het eerst geldig gepubliceerd in 1958 door Chace.